# Циркелит
Циркели́т (CaZrTi2O7) — минерал класса окислов, группы циркелита, назван по имени немецкого петрографа Фердинанда Циркеля.
Синонимы: блэкеит, цирконолит.

## Свойства минералов

### Структура и морфология кристаллов
Рентгено-аморфный, полностью или частично метамиктный. Кристаллические строение восстанавливается нагреванием минерала при 1200 °C.
Моноклинная сингония (псевдотригональный и псевдокубический). Параметры ячейки: для прокаленного минерала a0 = 1,258 нм; b0 = 0,727 нм; c0 = 1,144 нм; β = 100°34′; a0 : b0 : c0 = 1,730 : 1 : 1,573. Для искусственного CaZrTi2O7 a0 = 1,243 нм; b0 = 0,726 нм; c0 = 1,137 нм; β = 100°31′; a0 : b0 : c0 = 1,712 : 1 : 1,566. В обоих случаях число формульных единиц в ячейке Z = 8. По параметрам решетка очень близка к тригональной.
Для псевдогексагональной ячейки ah = 0,727 нм; ch = 0,844 нм, ah : ch = 1 : 1,161; число формульных единиц в ячейке Z = 3; a crh = 0,505 нм, α = 92°; число формульных единиц Z = 1.
У некоторых непрокаленных циркелитов обнаруживается несколько слабых линий отвечающих интенсивным отражениям (111, 220, 311) кубической структуры с a0 = 0,51 нм. Непрокаленные циркелиты также иногда обнаруживают ясную симметрию 3m. После нагревания до 800°С минерал дает дифракционную картину, свойственную неупорядоченной кубической фазе с a0 = 0,503—0,507 нм, близкой к структурному типу флюорита-церианита. После прокаливания до 1100—1200 °С минерал даёт рентгенограмму, аналогичную рентгенограмме моноклинного искусственного CaZrTi2O7. Переход от кубической фазы к моноклинной совершается более и менее постепенно. Структура наследует основные черты гранецентрированного кубического мотива CaF2—CeO2, является её производной, но с заметным искажением. Псевдосимметрия 3m установлена вдоль перпендикуляра к моноклинной ячейке. Направление деформации кубической F-решетки составляет небольшой угол с осью третьего порядка исходного куба. Большое количество слабых отражений на дифрактограмме искусственного CaZrTi2O7 говорит о высокой степени упорядоченности атомов в кристаллической структуре.
На основе гониометрических данных невозможно установить моноклинную сингонию минерала. Морфологически кристаллы воспринимаются как тригональные с отношением осей a : c = 1 : 1,1647.

### Физические свойства
Спайности нет, отмечалась отдельность по (001). Излом раковистый до полураковистого, неровного. Твёрдость по шкале Мооса 5,5—6. Микротвёрдость 760—880 кГ/мм2. Хрупок. Удельный вес 4,02—5,2 г/см3. Цвет чёрный, смоляно-чёрный, бурый, тёмно-бурый, иногда светло-бурый. В очень тонких осколках просвечивает тёмно-коричневым цветом. Черта буровато-жёлтая, шоколадно-коричневая, темнее у разностей, обогащённых ураном. Порошок (черта) буровато-чёрный. Блеск металловидный, смоляной, иногда алмазный до жирного. Слабо магнитен.

### Микроскопические характеристики
В шлифах в проходящем свете цвет красновато-бурый, густо-красный, иногда жёлтый или коричневый, окраска неоднородна. Изотропен. Коэффициент преломления n = 2,06—2,28. Искусственный CaZrTi2O7 двуосный; коэффициенты преломления ng около 2,30, nm около 2,27, np около 2,23; разность ng − np = 0,07; 2V = 80—85°С. В шлифах в отражённом свете светло-серый. Изотропен. Отражающая способность 12,5 %.

### Химический состав
CaO — 16,54 %; ZrO2 — 36,34 %; TiO2 — 47,12 % по массе. Состав циркелитов довольно сильно колеблется; основное различие состоит в содержании Nb, Th и U. Широко проявляются изоморфные замещения (Ca на редкоземельные элементы и U; Ti на Nb, Fe др.). Содержит непостоянное количество воды, более высокое у метамиктных разностей.
В циркелите из Себльяврского массива и Африканды установлено 0,25—0,83 % HfO2, из Ловозерского массива 0,9 % HfO2. Разлагается в плавиковой кислоте, при нагревании — в соляной, серная кислота и едких щелочах. Перед паяльной трубкой оплавляются лишь края тонких осколков.

## Нахождение
Встречается в виде неправильных или изометрических выделений, зерен, сростков кристаллов, редко отдельных мелких кристаллов.
Характерный минерал карбонатитов; обнаружен почти во всех детально изученных карбонатитах различных районов. Установлен впервые в якупирангитах и магнетитовых пироксенитах Жакупиранги (Бразилия) совместно с бадделеитом и перовскитом.
В России встречен в ряде мест на Кольском полуострове. В центральной части пироксенитового массива Африканда содержится в метасоматической кальцито-пироксено-амфиболовой породе с перовскитом и титанитом; основная масса выделений циркелита приурочена к скоплениям перовскита и кальцита. В апатито-форстерито-магнетитовых и других породах Вуориярвинского и Ковдорского массивов циркелит в виде мелких шестиугольных пластинок и кристаллических сростков образует включения в зернах карбоната и апатита в ассоциации с бадделеитом, цирконом, пирохлором, форстеритом, магнетитом, апатитом, кальцитом. В доломито-флогоштовых породах Себльяврского массива циркелит, образующий редкую вкрапленность, тесно ассоциируется с флогопитом, титаномагнетитом, апатитом и бадделеитом; в участках, обогащенных апатитом, он обнаруживается в виде таблитчатых кристаллов и зерен в ассоциации с пирохлором.
В диопсидо-кальцитовых карбонатитах Восточных Саян циркелит обнаружен с уранпирохлором и бадделеитом, а также с форстеритом, в пироксенитах Алдана — вместе с апатитом и ильменитом.
В Ловозерском массиве на горе Куйвчорр циркелит с пироксеном и биотитом образует прожилки в меланократовой щелочной породе; на горе Пункаруайв акцессорный циркелит отмечен в фенитах зоны контакта гранито-гнейсов с нефелиновым сиенитом.
Найден в россыпях на Шри-Ланке в провинции Сабарагамува в ассоциации с цирконом, корундом, турмалином, шпинелью и редкоземельными минералами. В карбонатитах циркелит в гипогенных условиях замещается гатчеттолитом, вплоть до образования полных псевдоморфоз. Проявляется также замещение циркелита агрегатом циркона, ильменита и гатчеттолита.

## Искусственное получение
CaZrTi2O7 получен в результате спекания стехиометрических количеств соответствующих окислов и последующего отжига при 1450 °C в течение 45 часов.